# V"jačeslav Olijnyk
V"jačeslav Mykolajovyč Olijnyk (in ucraino В'ячеслав Миколайович Олійник?; in russo Вячеслав Николаевич Олейник?, Vjačeslav Nikolaevič Olejnik; 27 aprile 1966) è un ex lottatore ucraino, specializzato nella lotta greco-romana.

## Palmarès

### Olimpiadi
- 1 medaglia:
  - 1 oro (Atlanta 1996 nei 90 kg)